# ダッシュボーイ天
『ダッシュボーイ天』（ダッシュボーイてん）は、徳田ザウルスによる少年漫画。ミニ四駆を中心に物語が構成されている。

## 概要
『ダッシュ!四駆郎』連載終了後のミニ四駆マンガであり、『小学五年生』（小学館）(1995年11月号-1997年8月号)、『小学三年生』(1997年4月号-11月号)で連載していた。全2巻。
劇中にスーパーミニ四駆およびレーサーミニ四駆が登場しライバルとのレースが展開されるのが特徴。
ミニ四駆第一次ブームを起こした月刊コロコロコミック連載の『四駆郎』とミニ四駆第二次ブームを起こした『レッツ＆ゴー!!』（こしたてつひろ）に挟まれた期間に描かれ、連載誌も学年誌とあって作品知名度は低いが、主人公・天下太平の愛機「アストロブーメラン」が2016年7月23日に商品化されるなど隠れた名作として根強い人気を持つ。